# Agência Estado
Agência Estado é uma agência de notícias brasileira sediada em São Paulo, no estado homônimo. Pertence ao Grupo Estado, responsável pelo jornal O Estado de S. Paulo.

## História
A Agência Estado foi fundada em 4 de janeiro de 1970, tendo como objetivo centralizar a distribuição de notícias e fotografias produzidas pelos jornais O Estado de S. Paulo e Jornal da Tarde em São Paulo, no interior do estado e nas principais capitais do mundo.
No final dos anos 80, a Agência Estado passou por uma reformulação que envolveu mudanças na jornada de trabalho dos profissionais e investimentos em tecnologia. Durante os anos 90, das 100 principais publicações do País nos anos 90, 75 reproduziam as notícias distribuídas pela agência.
Em 1991, a Agência Estado comprou a Broadcast Teleinformática, empresa responsável pelo fornecimento de cotações de ações e commodities ao mercado financeiro. Em 1995, a Agência Estado, por meio do website World News, passou a distribuir as notícias do Estadão pela internet, o que a tornou a primeira empresa de seu gênero do Brasil a utilizar a tecnologia.
Em 2019, a Agência Estado foi considerada a "Agência de Notícias Mais Admirada do País" pelo prêmio "Os +Admirados da Imprensa de Economia, Negócios e Finanças", promovido pelo jornal Jornalistas&Cia.